# Austrolimnophila byersiana
Austrolimnophila byersiana är en tvåvingeart som beskrevs av Alexander 1968. Austrolimnophila byersiana ingår i släktet Austrolimnophila och familjen småharkrankar. Inga underarter finns listade i Catalogue of Life.